# Кудринці (гміна)
Гміна Кудринці (пол. Gmina Kudryńce) — колишня сільська гміна, яка входила до Борщівського повіту Тернопільського воєводства II Речі Посполитої. Адміністративним центром гміни було село Кудринці.
Гміна утворена 1 серпня 1934 року на підставі нового закону про самоуправління (23 березня 1933 року). Гміну створено на основі попередніх гмін: Кудринці, Михайлівка, Новосілка (нині Збручанське), Панівці, Завалля.
Площа гміни — 60,95 км².
Кількість житлових будинків — 1203.
Кількість мешканців — 5476 осіб (дані на основі перепису 1931 та територіального поділу 1934 років).
У 1939 році з приходом радянської влади, була скасована.